# Kunsthalle im Flughafen Tempelhof

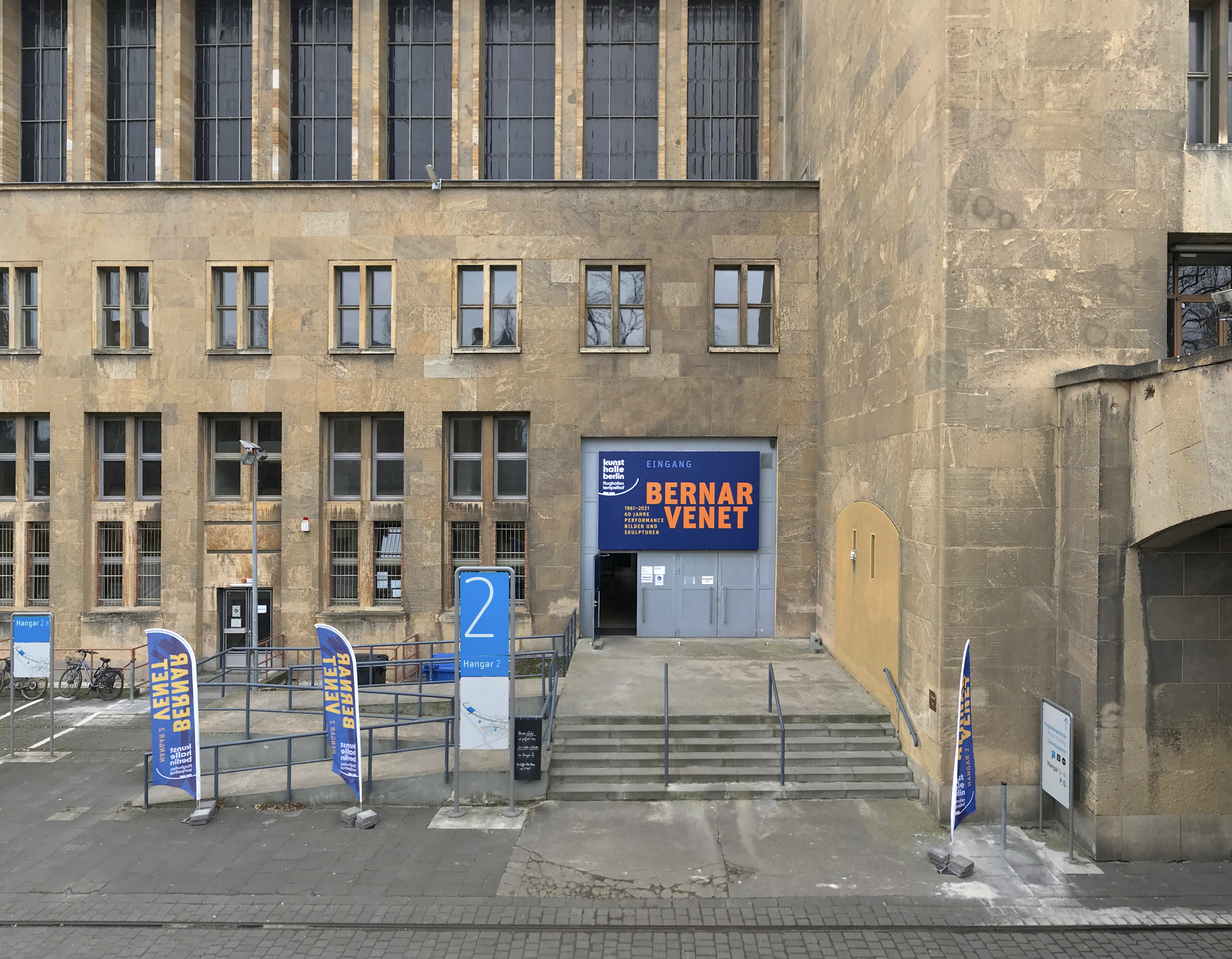
Eingang zur Kunsthalle im Flughafen Tempelhof, März 2022

Die Kunsthalle im Flughafen Tempelhof ist ein Ausstellungsraum in Berlin, der seit 2022 im Gebäude des ehemaligen Flughafens Tempelhof besteht.

## Name
Der Name Kunsthalle Berlin wurde in Berlin schon für mehrere Ausstellungshäuser verwendet. Das Spektrum reicht von staatlichen Institutionen bis zu komplett informellen Einrichtungen. So wurde das Kunsthaus Tacheles in Berlin-Mitte stellenweise auch als Kunsthalle bezeichnet. Tatsächlich ist die Bezeichnung Kunsthalle in Berlin mit der Berliner Kunstszene verbunden. Seitdem in der Ruine des Palasts der Republik eine von der Kunstszene selbständig organisierte Ausstellung stattfand, steht der Ausdruck Kunsthalle in Berlin für den Wunsch nach einem niederschwelligen Ausstellungshaus ohne musealen Anspruch. Auf der Website des Vereins Stiftung für Kunst und Kultur e.V. Bonn werden die Ausstellungsräume folgendermaßen bezeichnet: "Kunsthalle Berlin Flughafen Tempelhof." Ähnlich wie beim Tacheles gibt es keine Namensgebung seitens des Landes Berlin oder einer anderen demokratisch legitimierten Institution –  es ist eine Eigenbezeichnung.

## Konzept
Die Räume befinden sich in den Hangars 2 und 3 des ehemaligen Flughafens im Gebäudeabschnitt entlang des Columbiadamms östlich vom Platz der Luftbrücke. Es handelt sich um ein Projekt des Vereins Stiftung für Kunst und Kultur e.V. Bonn. Es ist zunächst auf eine Laufzeit von zwei Jahren angelegt, beginnend im Januar 2022. Für die Inhalte der Kunsthalle ist der Verein Stiftung für Kunst und Kultur Bonn verantwortlich. Die Eröffnungsschau ist eine Ausstellung des französischen Bildhauers Bernar Venet.

## Kontroverse
Im Januar 2022 erschienen erste kritische Medienberichte hierzu. Die Kritik richtete sich vor allem dagegen, dass der Leiter der Kunsthalle im Flughafen Tempelhof, Kulturmanager Walter Smerling, gleichzeitig Gründer des Vereins Stiftung für Kunst und Kultur ist. Obwohl es nichts Ungewöhnliches sei, so Niklas Maak in der Frankfurter Allgemeinen Zeitung, dass private Geldgeber und Stiftungen öffentlichkeitswirksame Ausstellungshäuser betrieben, so würde Smerling ein unverhältnismäßig großer Platz eingeräumt. Smerlings zuvor im Flughafen Tempelhof gezeigte Ausstellung Diversity United hatte bereits Kritik hervorgerufen. Diese Kritik bezog sich vor allem auf Smerlings bisherige Aktivitäten. Diese hatten Anlass zur Vermutung gegeben, Smerlings Engagement für Ausstellungen in Museen sei darin motiviert, den Marktwert der Kunst zu steigern, die ihm und seinen Geschäftspartnern nahe stehe. Die Beziehungen zwischen dem Kunstsammler Hans Grothe, der Familie Ströher, Smerling und dem Kunstmuseum Bonn beschrieb Maak folgendermaßen: „Das Museum hatte er [Grothe] als wertsteigernden Durchlauferhitzer missbraucht. Schließlich verkaufte er große Teile seiner Sammlung an die Familie Ströher, mit der Auflage, sie im Kunstmuseum zu belassen. Doch die Ströhers schafften es, sie dort bald abzuziehen – ins private Museum Küppersmühle, dessen Direktor Smerling wurde.“
Die Einbindung von großen Konzernen bei vorherigen Ausstellungen und Wladimir Putin bei Diversity United war ein weiterer Kritikpunkt an Smerlings Engagement. Zudem seien bei Diversity United den beteiligen Kunstschaffenden keine Honorare gezahlt worden. Dies lag daran, dass die Ausstellung durch Bundesmittel finanziert war, die ihrerseits nicht an eine Auszahlung von Honoraren an die Kunstschaffenden gebunden waren. Die Bedingung, dass bei öffentlich geförderten Ausstellungen auch Honorare an die Kunstschaffenden gezahlt werden, treffe nur auf Landesmittel zu, die das Land Berlin selbst beisteuere.
Im Februar kam zu der bereits bestehenden Kontroverse ein weiterer Aspekt hinzu: Bei diesem Fall von Public-Private-Partnership sei es nicht so, dass aus privater Hand groß Beträge zu einem öffentlichen Vorhaben beigesteuert würden. Vielmehr würde der Berliner Senat bei der kostenfreien Vermietung der Räume im Flughafen Tempelhof unverhältnismäßig viel belastet werden. Die FAZ benannte die voraussichtlichen Betriebskosten mit rund 100.000 € pro Monat, was bei einer Laufzeit von zwei Jahren einen Gesamtbetrag 2,4 Millionen Euro allein für Betriebskosten bedeuten würde. Für die zwei Jahre, für die die Kunsthalle vorerst laufen soll, übernimmt der Berliner Senat die Hälfte der Betriebskosten, geschätzte 50.000 € pro Monat. Der Berliner Senat übernehme davon die Hälfte, so Maak in der FAZ. Brigitte Wernerburg in der TAZ: „In der Berlinischen Galerie, dem massiv unter Geldmangel leidenden Landesmuseum, werden sie große Augen machen angesichts dieser insgesamt 2,4 Millionen für die zwei Jahre, in denen Smerling und sein Immobilienfreund die Hangars mietfrei zur Verfügung gestellt werden.“ Diese Ausgaben wären nicht transparent kommuniziert worden, so Wernerburg.
Die Künstlerin Candice Breitz rief dazu auf, die Kunsthalle im Flughafen Tempelhof zu boykottieren. Der bekannte Fotograf Tobias Zielony beteiligte sich gleich zu Beginn des Boykottaufrufs. Im Mai 2022 forderte ein Bündnis zivilgesellschaftlicher Gruppen, die Räumlichkeiten als „kommunales Gemeingut“ zur Verfügung zu stellen. Die Kunsthalle solle so einem diverseren Spektrum von Kunstschaffenden zugänglich gemacht werden und Räumlichkeiten zur Erprobung kreislaufbasierten Wirtschaftens und des lebenslangen Lernens entstehen. Mitte Juni 2022 trat Adrienne Goehler aus dem Aufsichtsrat der zuständigen Tempelhof Projekt GmbH aus. Sie begründete dies mit dem bestehenden Nutzungsvertrag, den sie für „grundfalsch sowie kultur- und gesellschaftspolitisch inakzeptabel“ halte. Sie sprach sich für eine Vergabe der Hangars 2 und 3 an das Transformationsbündnis THF aus.

## Ausstellungen
- 2022: 29. Januar – 30. Mai: Bernar Venet